# Institut de Ciències de l'Educació
L'Institut de Ciències de l'Educació (ICE) és un organisme universitari creat per la Llei General d'Educació i Finançament de la Reforma Educativa [14/1970, del 4 d'agost] per implicar les diferents universitats espanyoles en la fonamentació i dinamització de la Reforma Educativa. Se li va donar, de forma específica, l'objectiu de la «formació docent dels universitaris que s'incorporin a l'ensenyament en tots els nivells, del perfeccionament del professorat en exercici i d'aquells que ocupin càrrecs directius, així com de realitzar i promoure recerques educatives i prestar serveis d'assessorament tècnic a la pròpia Universitat a la qual pertanyin i a altres Centres del sistema educatiu».

## Creació dels ICE
En el tardofranquisme, a través del Llibre Blanc, José Luis Villar Palasí, ministre espanyol d'Educació des de 1969, va dotar a les diferents universitats espanyoles de competència per formar part de la Reforma, com va ser la supervisió de la formació docent inicial i permanent del professorat de Preescolar i d'Ensenyament General Bàsic (primària), i d'impartir la formació docent inicial (Certificat d'Aptitud Pedagògica —CAP—) del professorat de Formació Professional, Batxillerat, Escoles Universitàries i Universitat, juntament amb la innovació, recerca i avaluació educativa de tots els nivells educatius.
Mentre que, a nivell estatal, va ser creat el CENIDE (Centre Nacional de Recerca per al Desenvolupament de l'Educació), posteriorment INCIE (Institut Nacional de Ciències de l'Educació) per a la coordinació dels ICE, sense que aquests perdessin la seva autonomia. Tanmateix, comptava amb funcions pròpies de recerca educativa i de perfeccionament del professorat a nivell estatal. Tot això va ser una experiència propiciada per la Unesco el 1970.
El paper i funcions dels ICE van anar variant amb els canvis polítics després de la caiguda del règim franquista, la retirada de dotacions econòmiques i les modificacions legislatives (aparició, per exemple, d'una nova llei d'educació: LOGSE), fent que cada universitat reconfigurés el seu propi ICE, fins i tot, en algunes universitats, desaparegués.

## Justificació de la Reforma i dels ICE
Són diversos els sociòlegs i historiadors que descriuen com a crítica la situació que travessava l'Espanya de 1970 (vegeu Història de l'educació a Espanya), considerant el procés que adoptava el règim de Franco i el desenvolupament en l'àmbit social, polític i educatiu, i que manifesten la necessitat d'una llei que dotés al país d'un sistema educatiu més just, més eficaç i més d'acord amb les necessitats del moment. El Llibre Blanc, previ a la Reforma, i més concretament la introducció de la Llei General d'Educació (LGE) remarcava la necessitat social i educativa d'una nova llei per «proporcionar oportunitats educatives a la totalitat de la població», així com «atendre a la preparació especialitzada del gran nombre i diversitat de professionals que requereix la societat moderna».
En aquest sentit, el text introductori de la nova llei justifica la seva implementació amb motius com «el progrés científic i tècnic, la necessitat de capacitar a l'individu per afrontar amb eficàcia les noves circumstàncies que li oferirà el ritme accelerat del món contemporani i la urgència de contribuir a l'edificació d'una societat més justa». Per entendre aquest canvi, el text de la nova Llei ho contrasta amb l'esquema de la més que centenària Llei Moyano (1857), traçada en una època que reflectia: «Un estil classista, oposat a l'aspiració avui generalitzada de democratitzar l'ensenyament. La finalitat era atendre les necessitats d'una societat diferent de l'actual: una Espanya de quinze milions d'habitants amb el setanta-cinc per cent d'analfabets, dos milions i mig de jornalers del camp i dos-cents seixanta mil "pobres de solemnitat", amb una estructura socioeconòmica preindustrial en la qual amb prou feines emergien alguns intents aïllats d'industrialització. Era un sistema educatiu per a una societat estàtica».

Aclarides les condicions, el text conclou de la següent manera: 
| « | El convenciment de la necessitat d'una reforma integral del nostre sistema educatiu ha guanyat l'ànim del poble espanyol. Aquesta Llei ve precedida com a poques del clamorós desig popular de dotar el nostre país d'un sistema educatiu més just, més eficaç, més d'acord amb les aspiracions i amb el ritme dinàmic i creador de l'Espanya actual. | » |

El text de la Llei fa una anàlisi comparativa amb el passat llunyà, però, lògicament, no aprofundeix en la situació sociopolítica del moment, tal com Manuel Garrido Palacios la presenta:
| « | Espanya estava canviant, ja havia canviat sense possibilitat de retorn quan es va començar a aplicar la Llei General d'Educació. Les noves promocions de mestres ja no havien viscut la guerra i la situació econòmica començava a ser diferent. L'enlairament econòmic dels anys seixanta tindria la seva repercussió immediata en la consolidació d'una classe mitjana que no estava disposada a admetre els preceptes ideològics del passat. Anys abans de la mort de Franco ja es palpaven els aires democràtics que culminarien amb els Pactes de la Moncloa i que desembocarien en el canvi de sistema polític i en la promulgació de la Constitució de 1978, vigent fins avui. | » |

Tot això justifica que, el 1969, es creés el Llibre Blanc, previ a la Reforma Educativa de 1970. «Aquest Llibre suposava sotmetre a crítica l'estructura educativa existent; aquesta fórmula de treball era inèdita en la nostra història», segons Vega Gil, professor de la Universitat de Salamanca. Per qui, la Llei i, en concret, el Llibre Blanc, estaven influïts per aquestes circumstàncies, incloent les revoltes estudiantils universitàries: 
| « | El desenvolupisme, tecnicisme, creixement demogràfic i, en el marc de la vida universitària, perl que s'ha anomenat el 'problema universitari' (agitació estudiantil, insatisfacció del professorat, expulsions de professors de la Universitat en alguns casos i el desenvolupament d'instruments de comunicació i discussió de caràcter clandestí). No obstant això, Villar Palasí arribarà a reconèixer que el problema universitari era producte dels grans defectes del sistema educatiu espanyol sorgit arran del conflicte viscut entre 1936 i 1939. S'imposa la convicció que el sistema educacional havia de ser substancialment reformat i reconsiderat íntegrament […] | » |

La situació universitària era el que més cridava l'atenció, però, a més hi havia un clima crític general, tal com indica Leoncio Vega Gil:
| « | En el marc internacional no podem oblidar les repercussions dels moviments estudiantils del Maig del 68 a París en defensa de l'educació pública i una major participació de la societat en les activitats educatives. [....] La crítica al sistema educatiu es pot resumir en les següents dades: de cada 100 alumnes que van iniciar l'ensenyament primari en 1951, van arribar a ingressar 27 a l'ensenyament mitjà; van aprovar la revàlida en batxillerat elemental 18, i 10 en el batxillerat superior; van aprovar el preuniversitari 5 i van culminar estudis universitaris 3 alumnes al 1967, segons s'especifica en el propi llibre blanc. [...] Immediatament es prendrien algunes decisions: creació de tres universitats (Madrid, Barcelona i Bilbao), segons un principi d'autonomia funcional i financera, al seu torn, es creen els ICE vinculats a les universitats, etc. | » |

### El sentit de la reforma educativa i de l'ICE
La Llei General d'Educació (LGE), de 1970, va estar vigent de forma parcial fins a l1990. Englobava tot el sistema educatiu, des de la formació infantil fins a la universitat i substituïa a la llei Moyano, amb més d'un segle d'existència. Va establir l'ensenyament obligatori fins als 14 anys amb l'EGB, l'Educació General Bàsica, constituïda per dues etapes. Després d'aquesta primera fase de vuit cursos, l'alumne podia accedir al BUP, Batxillerat Unificat Polivalent, o a la llavors creada FP, Formació Professional. Els alumnes havien de triar entre dues opcions, ciències o lletres, tot triant tres de les quatre assignatures que s'ofertaven en cada opció, que feien de complement a les assignatures obligatòries, comunes per a ambdúes branques. «Va ser també la llei que va aconseguir la plena escolarització dels espanyols i la que va elevar des de 200.000 fins a un milió els estudiants de la universitat».

Aquesta reforma requeria, a la vegada, la pròpia “reforma” del professorat, per això, la llei, en la seva introducció explica, amb un enfocament “obert, flexible i descentralitzat”, diferent al pensament franquista dominant, l'intent de la llei per defugir de tot “uniformisme”, manifestant-se així:
| «                          | L'experiència ha demostrat què poc eficaces són les reformes dels Centres docents intentades mitjançant una disposició general i rígida, prescrivint plans o mètodes no assajats encara i dirigits a un personal docent que no estigui identificat amb el pensament del legislador, o que manqui d'informació i mitjans per a secundar-ho. La tasca dels Instituts de Ciències de l'Educació, en aquest sentit, serà d'especial importància. Es pretén també millorar el rendiment i qualitat del sistema educatiu. En aquest ordre, es considera fonamental la formació i perfeccionament continuat del professorat, així com la dignificació social i econòmica de la professió docent. Per a l'assoliment del primer d'aquests objectius exerciran una funció de la major importància els Instituts de Ciències de l'Educació, que, establerts en totes i cadascuna de les Universitats espanyoles, han de prestar serveis d'inapreciable valor a tot el sistema educatiu, complint així la missió rectora de la Universitat en el pla educacional. | » |
| — (LGE, text introductori) | |   |

 
Per assolir els objectius, és necessària la creació dels ICE.

### Antecedents
La creació a Espanya de l'Institut de Ciències de l'Educació va seguir la tradició anglosaxona del UCL Institute of Education de la Universitat de Londres. El professor José Luis González-Simancas va ser qui va promoure les activitats de formació de professors de secundària i els estudis de recerca pedagògica que es van dur a terme a la Universitat de Navarra, des de 1965. Aquesta activitat de formació estava inspirada en la seva experiència i recerca a l'Institut d'Educació de Londres, sobre l'assessorament acadèmic d'alumnes universitaris en Instituts d'Educació d'universitats britàniques i sobre l'assessorament d'escolars d'últim curs en col·legis. Aquesta iniciativa va servir de referència perquè la Llei General d'Educació, al 1970, creés els Instituts de Ciències de l'Educació a les universitats espanyoles.

## Competències segons la Llei General d'Educació
Entre les principals competències que la Llei General d'Educació (LGE) atribueix als ICE, estan:
- Competència universitària. «Els Instituts de Ciències de l'Educació estaran integrats directament a cada Universitat».
- Formació del professorat i de directius. Seran els encarregats «de la formació docent dels universitaris que s'incorporin a l'ensenyament en tots els nivells, del perfeccionament del professorat en exercici i d'aquells que ocupin càrrecs directius». S'organitzarà de forma sistemàtica el perfeccionament del personal docent (Formació permanent del professorat) en exercici amb les diferents modalitats que imposin les característiques de cada nivell educatiu,tot habilitant borses d'estudi per això.
- Aptitud Pedagògica. Els professors de Batxillerat, de les escoles universitàries i de Formació Professional obtindran l'Aptitud Pedagògica posteriorment a la titulació científica respectiva, mitjançant cursos intensius impartits en els Instituts de Ciències de l'Educació (Certificat d'Aptitud Pedagògica: CAP). Estaran exempts d'aquest requisit aquells que haguessin seguit l'especialitat de Pedagogia en els seus estudis universitaris. Els professors d'educació universitària l'adquiriran en els referits Instituts durant el període de doctorat o de la seva actuació com a professors ajudants.[9]
- Orientació i responsabilitat sobre els centres d'ensenyament. La Universitat, a través dels Instituts de Ciències de l'Educació i dels Centres experiemtals adjunts, assumirà una funció d'orientació i d'especial responsabilitat en la formació i el perfeccionament del personal docent i directiu dels Centres d'ensenyament.
- Recerca i assessorament tècnic. S'encarregaran de «realitzar i promoure recerca educativa i oferir serveis d'assessorament tècnic a la pròpia Universitat a la qual pertanyin i a altres Centres del sistema educatiu».
- CENIDE (INCIE). «Les activitats dels Instituts de Ciències de l'Educació en matèria de recerca educativa seran coordinades a través del Centre Nacional de Recerca per al Desenvolupament de l'Educació, el qual atendrà també al perfeccionament del professorat en exercici en els propis Instituts».
- Connexió amb la inspecció d'ensenyament. Es va crear el Servei d'Inspecció Tècnica d'Educació, els funcionaris de la qual, a més de les seves funcions d'inspecció, haurien de col·laborar amb els Serveis de Planificació i recerca de les zones; assessorar els Professors de Centres estatals i no estatals sobre els mètodes d'ensenyament i la seva connexió amb l'ICE:
- # Avaluar el rendiment educatiu dels Centres docents i Professors de la seva zona respectiva o de l'especialitat al seu càrrec conjuntament amb els Instituts de Ciències de l'Educació.
- # Col·laborar amb els Instituts de Ciències de l'Educació en l'organització de cursos i activitats per al perfeccionament i activitat del personal docent.
- # Participar obligatòriament en els cursos especials de perfeccionament professional dels Instituts de Ciències de l'Educació cada tres anys com a mínim.

## Avaluació i valoració crítica: des dels ICE als CEP
A partir de 1970 es van anar creant els ICE de cada una de les universitats espanyoles d'acord amb la Llei General d'Educació (LGE), destacant, entre les seves activitats: 
1. Els cursos del CAP (Certificat d'Aptitud Pedagògica), amb una plantilla reduïda de professors.[10]
2. L'entrenament en planificació i programació docent, l'ensenyament per objectius i el sistema de fitxes, d'acord amb les pautes de l'enfocament conductista que tenia la Reforma.[11][12]
3. L'entrenament en habilitats docents a través del circuit tancat de televisió (CCTV).[13][14][15]
4. Els nombrosos cursos i seminaris sobre didàctiques i metodologies de les diverses matèries.[16][17]
5. L'ús de les noves tecnologies i aprenentatge d'idiomes.[18][19]

Els ICE, en ser instruments de la Reforma Educativa (LGE) de 1970, han estat objecte de crítiques positives i negatives, de la mateixa manera que ho han estat la pròpia Reforma o el sistema polític en què es van crear. Ho han estat pel seu origen, la seva identitat, la seva eficàcia o les seves respostes a les demandes ideològiques i socioculturals del moment històric, tal com s'observa d'ara endavant, en els successius parers, que, d'alguna manera, deixen aparèixer, a través del debat de l'ICE, tota la problemàtica de la formació del professorat a Espanya, i fins i tot, de l'educació.

### Innovació
Des d'una perspectiva històrica, l'activitat dels ICE va suposar una gran impacte en el panorama educatiu, malgrat les dificultats que se li suposen a una nova institució. Així, Francisco González García, rector de la Universitat de Sevilla i president de la Conferència de Rectors, al 1979, destacava que la idea i l'esperit innovador de canvi i de reforma seguien plenament vigents en els ICE:
| « | Els ICE han aconseguit cotes molt altes d'eficàcia, en particular, per que fa al perfeccionament del professorat, amb milers de cursos i seminaris sobre problemes educatius d'actualitat, sobre didàctiques i metodologies de les diverses ciències, sobre actualització de contingut, sobre direcció i orientació de centres, sobre tècniques i tecnologia educativa, seguits per desenes de milers de professors de totes procedències, impartits per experts i especialistes d'altres països en programes concertats amb la Unesco, professors universitaris i de batxillerat, inspectors tècnics o professors d'EGB. | » |

### Crítica al caràcter universitari
De la mateixa manera van haver-hi opinions crítiques que van fer un balanç no tan positiu, que Leoncio Vega Gil, professor de la Universitat de Salamanca, atribueix a «encomanar el perfeccionament del professorat als Instituts de Ciències de l'Educació, situats a les Universitats». Per a Vega Gil, l'ICE, juntament amb la proposta d'implantar “carreres curtes”, van ser les dues innovacions més valorades, dins de tot el que la Llei General d'Educació proposava en l'àmbit universitari, però, segons el seu parer, les dues pràcticament van fracassar: «D'una banda, la possibilitat de promoure 'professions curtes' a través del primer cicle universitari, que no arribaria a regular-se per la resistència de les Universitats. De l'altra, encomanar el perfeccionament del professorat als Instituts de Ciències de l'Educació, situats a les Universitats, no sembla que, excepte excepcions, hagi tingut un saldo positiu».
Aquest motiu de competència universitària i no gestionada pel mateix professorat no universitari serà una de les raons que provocaran el debat i la modificació dels ICE. Les altres són: en l'ordre polític, haver nascut durant el període franquista; i en ordre ideològic, tenir un plantejament excessivament tecnològic i menys, reflexiu. Tot això va generar, tal com s'exposa a continuació, una sèrie de fets que van ser laminant les funcions o existència dels ICE:

### Institut universitari vs. Centre de professors

#### A favor dels CEP (Centre de Professors)
Des de 1978, ja neix un plantejament crític als ICE per part de Pilar Pérez Más, Sotsdirectora General de Perfeccionament del Professorat, en desacord amb el seu caràcter universitari. A la seva declaració, valorava els ICE com a «focus importants de Perfeccionament» mitjançant la impartició de gran nombre de cursos presencials en els quals «un professor imparteix… ‘ensenyament’ i un alumne… escolta»”. Aquí fa referència a la metodologia d'ensenyament “frontal” o tipus “conferència", tan típica i tradicional de l'ensenyament universitari. Això li dona motiu a remarcar la necessitat imperiosa de «trencar aquesta dinàmica», «promovent –sense deixar totalment de costat les aportacions puntuals dels experts– un altre tipus d'activitats basades en les necessitats exterioritzades pels professors de cada centre, apuntant, amb això, a un altre tipus d'organisme no pròpiament universitari i més proper al professorat i als centres escolars».

#### Un primer senyal en contra dels ICE: la supressió de l'INCIE
El 15 d'octubre de 1980 es suprimeix l'INCIE (antic CENIDE), a càrrec de la coordinació i recerca dels ICE, que tenia una funció estratègica a l'educació, amb les explicacions oficials que la supressió es devia a la retallada de la despesa pública, cosa que no va convèncer els seus dirigents, que es mostraven escèptics de la següent manera: «...I que es tanqui precisament quan es parla de la necessitat d'obtenir un ensenyament de qualitat, missió que aquest organisme podia desenvolupar millor que cap altre».

#### A favor dels CEP i dels ICE
El catedràtic de psicologia, en aquell moment de la Universitat Autònoma de Madrid, Juan Delval, a càrrec d'elaborar alternatives a la formació del professorat (1982), dins del Gabinet del Ministre d'Educació, José María Maravall, xocava amb la posició de Pilar Pérez. I en aquest sentit recorda que, als poderosos sindicats, no els agradava que la formació del professorat estigués fora del seu control i, associada a ells, Pilar Pérez Más pretenia que els CEP (Centre de Professors)«estiguessin gestionats per professorat no universitari i que se suprimissin els ICE, la qual cosa en bona part va aconseguir».

#### Verticalisme i cursillisme
També, Miguel A. Pereyra, ex directiu de l'ICE de la Universitat de La Laguna i redactor del Borrador del Proyecto de Centro de Profesores (CEP), es va mostrar, des del Ministeri d'Educació, a favor de substituir els ICE pels anomenats “Centres de Professors” (Teachers' Centres), que havia conegut en la seva versió britànica, nord-americana i d'altres països. Per aquest motiu assenyala que l'ICE, de manera coherent amb la filosofia de la LGE, va imposar un model vertical de perfeccionament, estimulant, al seu entendre, «un desmesurat cursillisme, en els primers anys, concentrat en l'aclimatació del disseny tecnològic d'ensenyament».

#### Perspectiva ideològica
En una línia semblant, destacant l'enfocament ideològic, es manifesta Sara Morgensternn (1994), una altra experta del tema, col·laboradora de Pereyra, partidària de l'eliminació de l'ICE: «Els ICE van ser els principals loci intel·lectuals per a la difusió d'una "racionalitat instrumental", una ideologia reforçada en una situació de dictadura, on els objectius educatius es trobaven marginats de tota discussió, i el control burocràtic substituïa al veritable debat polític. Queda per dilucidar fins a quin punt es va traslladar després aquesta ideologia a la pràctica en viu».

### La proposta dels CEP
Tanmateix, la introducció del citat Borrador del Proyecto de CEP, agafant com a referència explícita els Teachers' Centres, posa en relleu el perfeccionament del professorat al voltant d'un nou model: «que substitueixi a l'actualment vigent dels ICE, i que afavoreixi la participació activa dels ensenyants i de la comunitat en el seu millorament recíproc».
Per emfatitzar el potencial dels CEP, el Borrador devalua els ICE, segons Alberto Luís Gómez i Jesús Romero Morante, els qui assenyalen que el citat Proyecto de Centro de Profesores (CEP) presenta als CEP com una institució d'acreditat èxit a l'estranger i la implantació del qual es justificaria a partir de demandes dels Moviments de Renovació Pedagògica (MRP), doncs els ICE són «estructures que difícilment podran acollir la participació del professorat no-universitari” (p. 49 del Projecte) en el context d'una nova política de perfeccionament, orientada per una idea bàsica: «convertir al professor en agent del seu propi desenvolupament i perfeccionament» (p. 44).

#### Els fets
Aquests nous plantejaments es van fer efectius. El 14 de novembre de 1984, es va regular la creació i el funcionament dels Centres de Professors (CEP), afectant clarament les funcions dels ICE i afeblint-les.
Aquest afebliment va ser encara més accentuat en promulgar-se la LOGSE (Llei Orgànica d'Ordenació General del Sistema Educatiu) (BOE de 4 d'octubre de 1990),que promovia que, «periòdicament, el professorat haurà de realitzar activitats d'actualització científica, didàctica i professional als centres docents, en institucions formatives específiques, a les universitats», sense mencionar ja els ICE.
Una altra novetat va ser la creació de les Facultats d'Educació en diverses universitats, doncs fins llavors eren Seccions dins de Filosofia i Lletres. D'aquesta manera, adquireixen major protagonisme, integrant-se, en molts casos, la Secció de Ciències de l'Educació, les Escoles Universitàries de Formació del Professorat (antigues Escoles Normals o de Magisteri) i els ICE, per exemple, és el que esdevé a la Universitat Complutense.

### Dues visions dels ICE en el procés de renovació pedagògica
Es tracta de dues versions que ofereix el llibre “Las reformas educativas a debate” de Julia Varela.{ Una és molt negativa i excessivament genèrica, defensada pels experts en educació, J. Gimeno i Jurjo Torres, mostrant la pitjor imatge dels ICE respecte a la dels CEP, en conjunció amb les reticències dels Moviments de Renovació Pedagògica (MRP) cap a aquestes noves institucions. L'altra, més matisada, és exposada per Juan Delval, qui defensava la coexistència dels CEP amb els ICE, ja que aquestes últimes institucions «tenien l'avantatge que reunien a professionals de tots els nivells educatius, i alguns d'ells funcionaven bastant bé, encara que altres funcionessin molt malament»”.
En una línia favorable als ICE i crítica amb els CEP, es troba, J. García Álvarez, qui expressa clarament la seva posició amb el títol de la seva publicació, al 1986: ¿Son necesarios los centros de profesores? Nou anys després de la regulació dels CEP, i després d'un cert recorregut en el seu funcionament, J. García Álvarez publicava el llibre La formación permanente del profesorado: más allá de la reforma, dividint-la en tres grans èpoques: l'anterior a la implantació dels ICE (1957-1969), la que va des de la seva creació fins a l'aparició dels CEP (1969-1984) i la que correspon a la primera època del funcionament dels CEP. Pel que fa als CEP, assenyala que aquests van voler atendre a dos tipus de necessitats dels professors: les necessitats sentides o desitjades per ells mateixos i les necessitats objectives (analitzades exteriorment), però no les han aconseguit, doncs s'han configurat amb el mateix caràcter “administratiu” que se li atribuïa als ICE. Diu que els CEP no havien aconseguit, del tot, convertir-se en «institucions en les quals el professor controlés la seva pròpia formació contínua», ja que l'administració educativa seguia tenint molt poder en la presa de decisions, així com la escassíssima connexió d'aquests centres amb la universitat.
El debat sobre els ICE ha cessat, i d'existir, pertany a l'àmbit intern universitari, a la vegada que sempre serà un debat permanent la formació del professorat, ja que és peça essencial en l'avanç educatiu, sobretot, perquè va implícita als continus canvis del sistema educatiu espanyol, objecte de crítica social: "35 anys i set lleis escolars"

## Situació actual dels ICE
En canviar, per tant, les lleis educatives, reduir-se o desaparèixer el finançament, així com aparèixer noves institucions en la formació del professorat (CEP), la repercussió ha estat que els ICE han anat prenent un camí peculiar segons les diferents universitats, extingint-se en algunes d'elles i, en la majoria, s'han convertit en un servei de formació i suport al professorat universitari i, en menor mesura, a l'alumnat o al Personal d'Administració i Serveis (PAS). Aquesta alteració, tot i això, va generar una especial reacció al Parlament de Catalunya:
| «                                                                                    | La Llei del Parlament de Catalunya 26/1984, de 19 de desembre, feia constar que en les universitats catalanes calia mantenir centres especialment dedicats al perfeccionament del professorat de tots els nivells del sistema educatiu, a la recerca, la innovació i la renovació pedagògiques. L'Estatut de la Universitat de Barcelona estableix que la formació del seu professorat universitari per a l'exercici acadèmic es desenvolupa mitjançant aquest Institut de Ciències de l'Educació. El seu espai d'actuació abasta els diferents àmbits formals i no formals de l'educació i la formació. | » |
| — Presentació de l'Institut de Ciències de l'Educació de la Universitat de Barcelona | |   |

Mentrestant, els ICE de la majoria de les universitats espanyoles s'han mantingut, encara que dedicant-se, especialment, a la formació i suport del personal universitari, tal com es pot consultar en el llistat següent. Això no treu que, en aquest procés evolutiu i adaptatiu, cada ICE hagi reconfigurat un perfil propi. A títol d'il·lustració, es mostra el més distintiu de l'ICE d'algunes universitats:
- Universitat d'Alacant: l'Ensenyament Universitari a través de programes com “Xarxes”.[35]
- Universitat d'Alcalá de Madrid: el desenvolupament i formació de la modalitat d'ensenyament superior no presencial, per mitjà de les tecnologies de la informació - ensenyaments virtuals.[36]
- Universitat Autònoma de Madrid: la recerca, assessorament tècnic i desenvolupament de programes de formació contínua, sent un centre de col·laboració.[37]
- Universitat Pontifícia de Salamanca: la formació inicial i especialitzada del professorat en tots els nivells i contextos educatius.[38]
- Universitat de Santiago de Compostel·la: la recerca i informes sobre la situació educativa dels diferents nivells i serveis del sistema educatiu a Galícia.[39]
- Universitat Politècnica de València: la divulgació i ús de nous recursos i tecnologies educatives, així com suport psicopedagògic al estudiant.[40]
- Universitat de Saragossa: l'impuls a la innovació pedagògica, la recerca educativa i la millora de la docència universitària.[41]
- Universitat Politècnica de Catalunya: la docència de les matèries STEAM (Ciència, Tecnologia, Enginyeria, Art i Arquitectura, Matemàtiques), la recerca educativa, la innovació tecnològica aplicada a la docència i a l'aprenentatge.[42]